# باربارا لارنس
 باربارا لارنس (انگلیسی: Barbara Lawrence؛ ۲۴ فوریهٔ ۱۹۳۰ – ۱۳ نوامبر ۲۰۱۳) هنرپیشه اهل ایالات متحده آمریکا بود. وی بین سال‌های ۱۹۴۵ تا ۱۹۶۲ میلادی فعالیت می‌کرد. از فیلم‌هایی که وی در آن نقش داشته است، می‌توان به نامه‌ای به سه همسر اشاره کرد.